# Park Lane
Park Lane – ulica w centralnym Londynie, na terenie gminy City of Westminster, biegnąca na długości nieco ponad 1 km, od Marble Arch na północy do Hyde Park Corner na południu. Rozdziela Hyde Park na zachodzie od dzielnicy Mayfair na wschodzie. Na ulicę składają się dwie jezdnie przedzielone pasem zieleni z nasadzonymi drzewami. Park Lane stanowi ważną arterię komunikacyjną jako część wewnętrznej obwodnicy Londynu (Inner Ring Road).
Przeważająca część zabudowy ulicy pochodzi z XIX i XX wieku i ma charakter mieszkalno-biurowy. Wzdłuż ulicy znajdują się liczne luksusowe hotele.

## Historia
Pierwotnie była to wąska droga, prowadząca wzdłuż wysokiego, ceglanego muru wyznaczającego wschodnią granicę Hyde Parku. Wschodnią stronę ulicy zaczęto zabudowywać w połowie XVIII wieku. Wniesiono wzdłuż niej wówczas liczne rezydencje arystokratyczne, z których większość nie przetrwała do czasów obecnych. W epoce wiktoriańskiej ulicę zaczęto postrzegać za jedną z najbardziej prestiżowych w londyńskiej stolicy. Sprzyjało temu otwarcie w latach 20. XIX wieku zdobionej bramy prowadzącej do Hyde Parku, ulokowanej przy południowym krańcu ulicy, a także wyburzenie ogradzającego park muru. W latach 1960–1963 ulica została poszerzona o pas terenu parkowego, w następstwie czego uzyskała obecną, dwujezdniową postać.

## W kulturze
Odniesienia do ulicy, odzwierciedlające jej prestiżowy charakter, znajdują się w XIX-wiecznej literaturze, m.in. w twórczości Williama Thackeraya i Anthony'ego Trollope'a. Przedmiotem opowiadania Pusty dom z cyklu o Sherlocku Holmesie autorstwa Arthura Doyle'a jest rozwiązanie zagadki fikcyjnego morderstwa, dokonanego w domu przy Park Lane.
Park Lane widnieje na standardowej, brytyjskiej planszy do gry Monopoly, jako druga pod względem wartości nieruchomość, ustępując pod tym względem jedynie dzielnicy Mayfair.

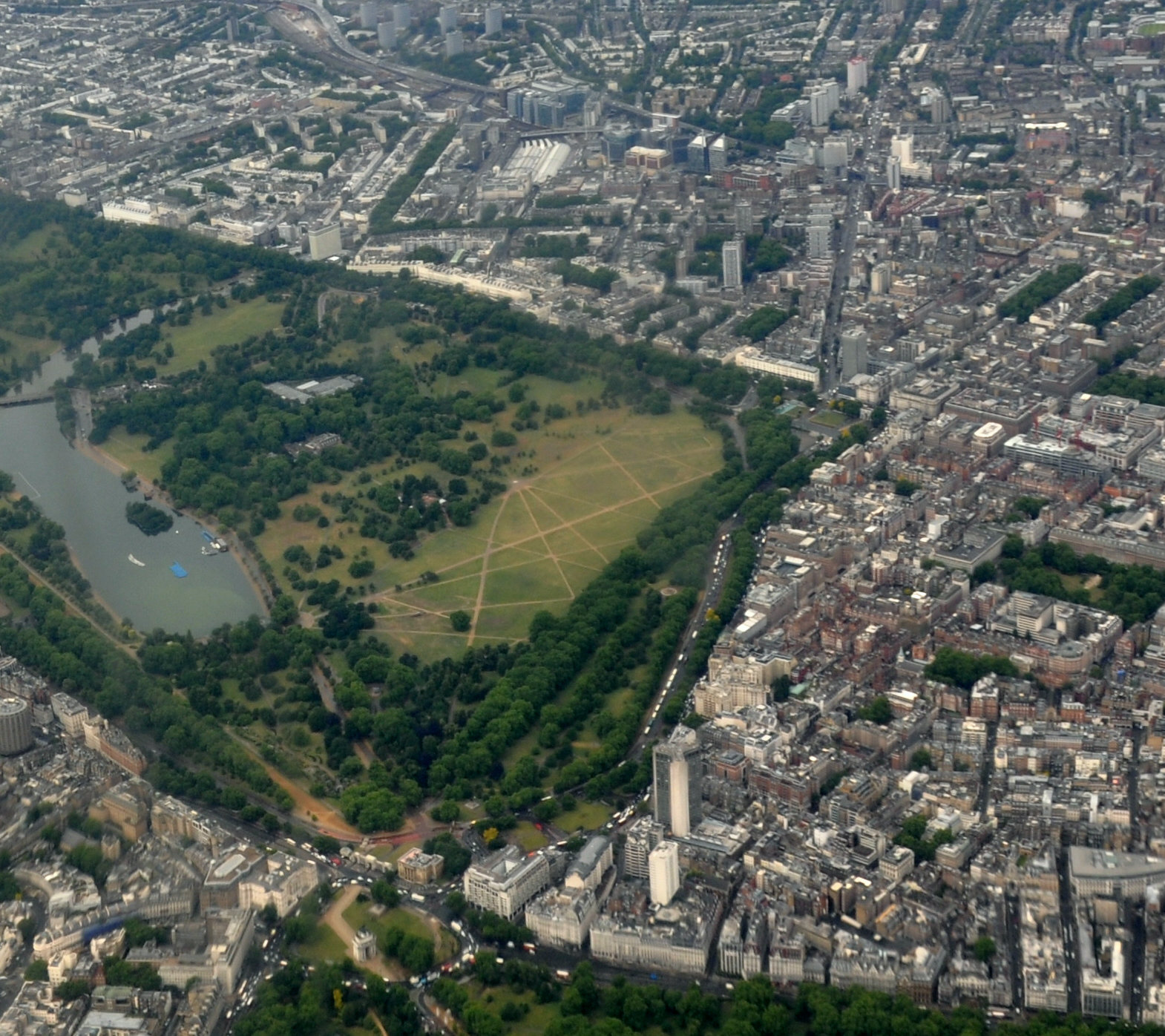
Widok na całą długość Park Lane z lotu ptaka
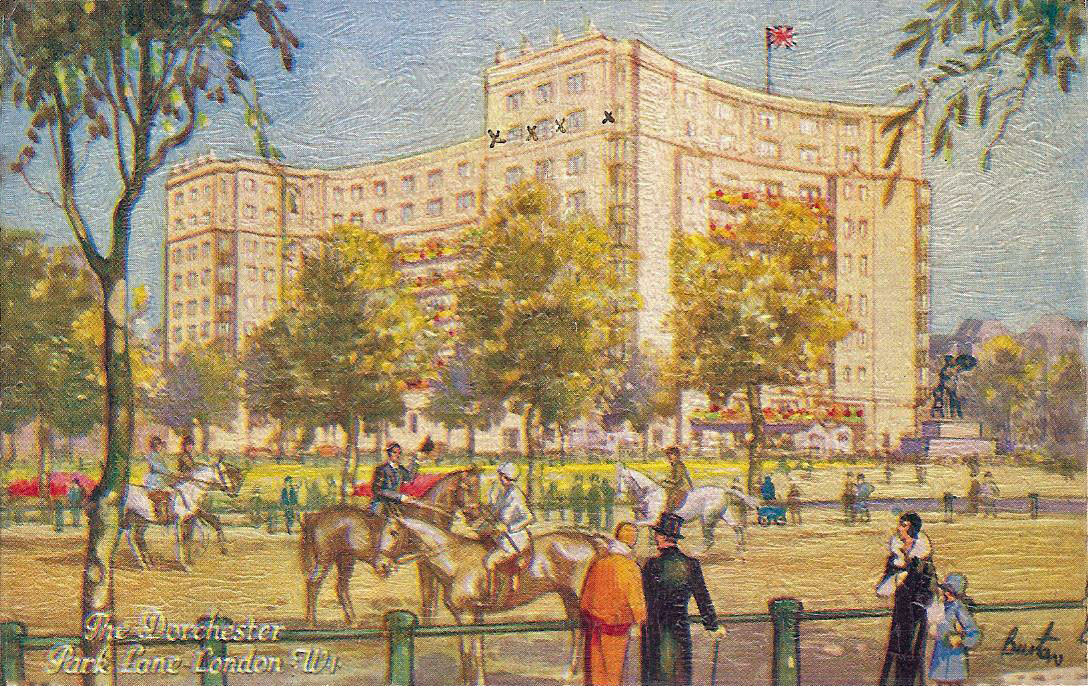
Hotel The Dorchester(inne języki) na ilustracji z lat 30. XX wieku
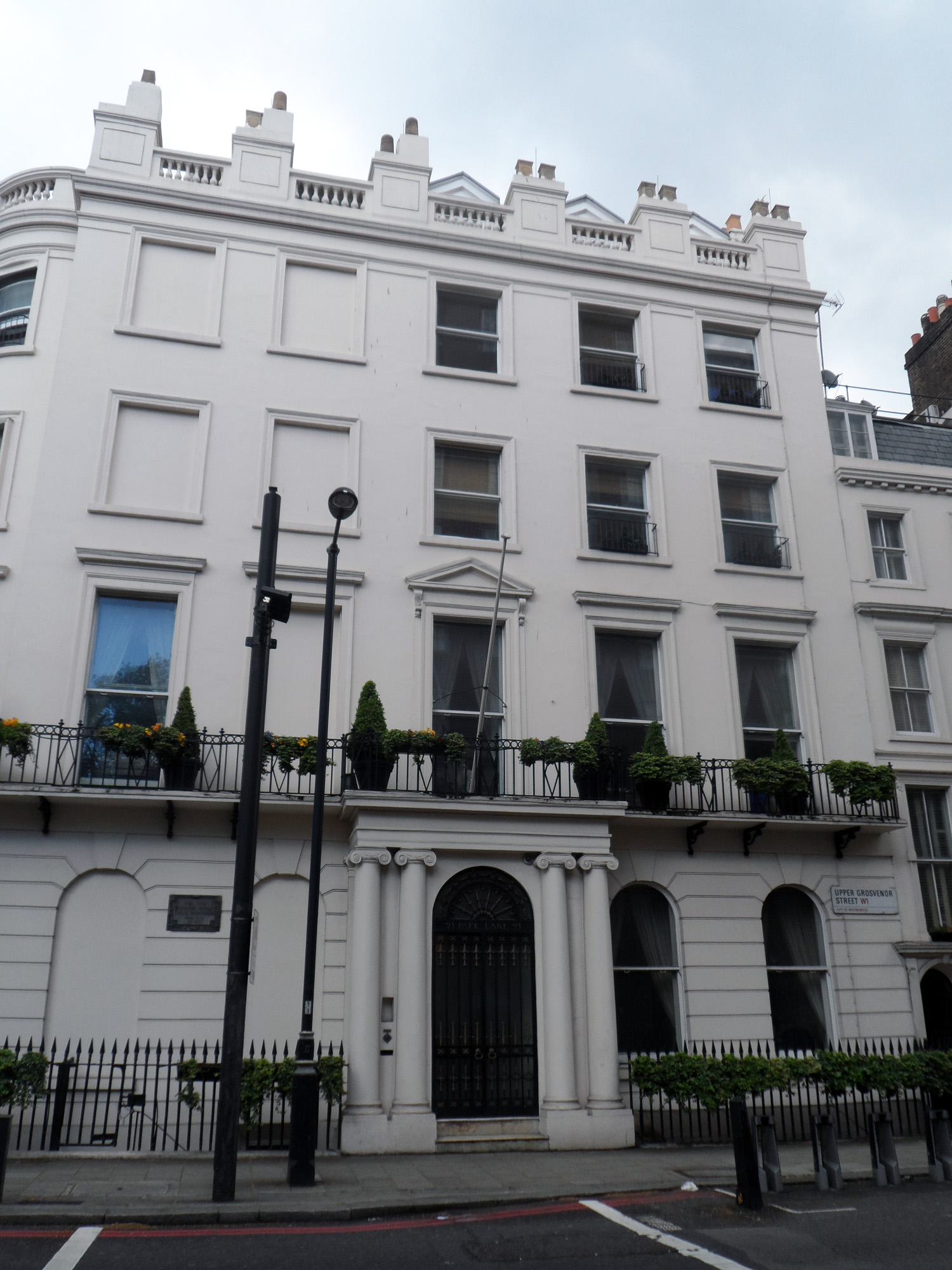
Miejsce zamieszkania premiera Benjamina Disraeliego 1839–1873
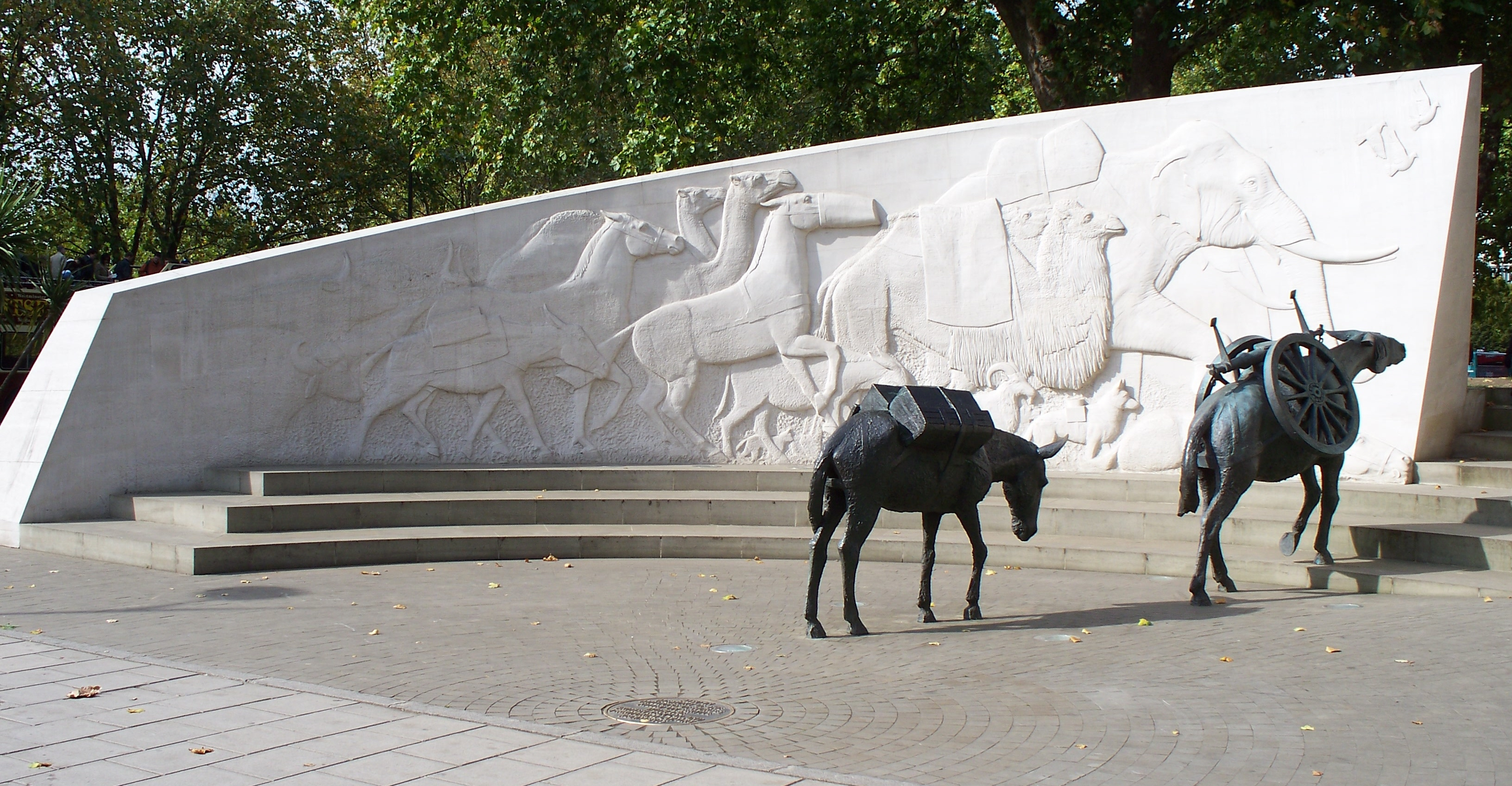
Pomnik Animals in War Memorial